# Ditrichum sekii
Ditrichum sekii là một loài rêu trong họ Ditrichaceae. Loài này được Ando & Deguchi ex Matsui & Z. Iwats. mô tả khoa học đầu tiên năm 1990.